# Lenguas itálicas

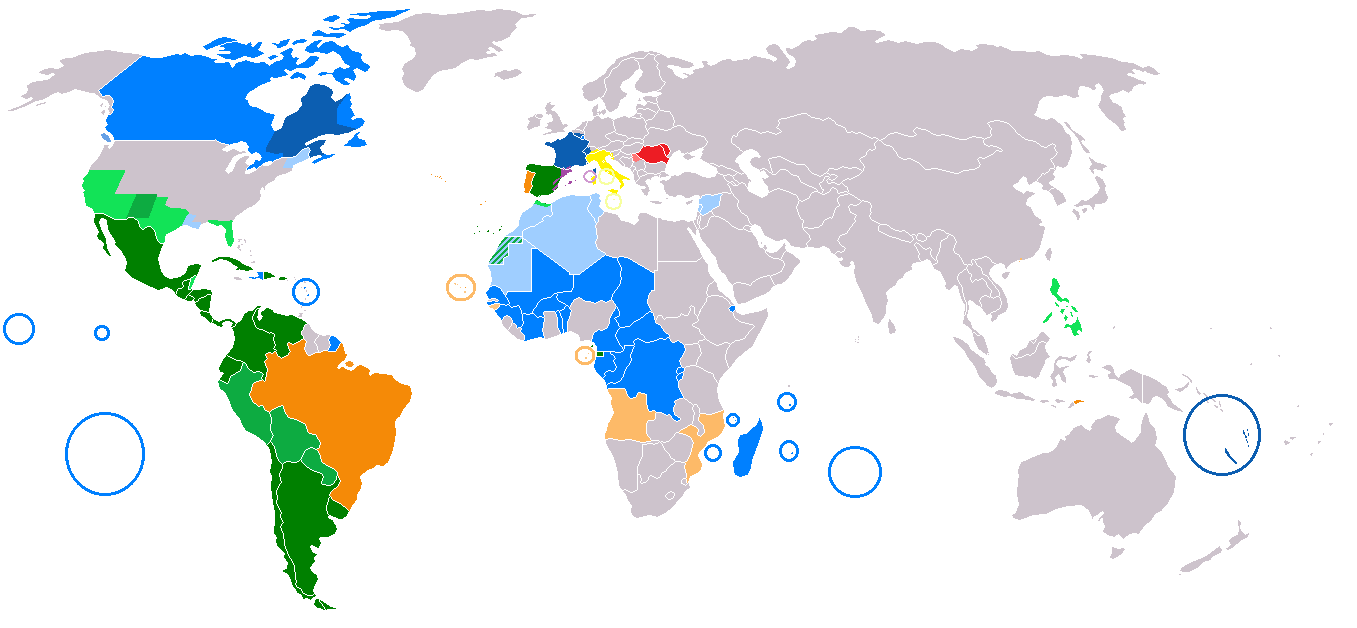
Distribución de las lenguas romances más habladas a principios del siglo XXI: español (verde oscuro y verde claro), francés (azul y celeste), portugués (anaranjado), italiano (amarillo) y rumano (rojo).

Las lenguas itálicas constituyen un grupo de lenguas indoeuropeas con una serie de rasgos comunes. Incluye al latín junto con sus descendientes, las lenguas romances, y a un cierto número de lenguas extintas, habladas durante la Antigüedad en la península itálica como el osco, el umbro o el falisco, entre otras. 
Todas ellas descienden a partir de una lengua en común el protoitálico o también estadio común, posterior al período proto-indoeuropeo. Todas las lenguas itálicas comparten un buen número de isoglosas comunes, palabras únicamente exclusivas derivadas del protoindoeuropeo y conjugaciones similares; así, todas ellas son lenguas centum que no presentan palatalización de las (palato) velares indoeuropeas /*k, *kʷ, *g, *gʰ, *gʰʷ/. Curiosamente, las lenguas romances sí presentan una palatalización posterior de los fonemas latinos /k, g/, aunque solo ante fonemas anteriores /ε,e,i/ y el umbro también presenta este tipo palatalización, pero solo ante /k/.

## Clasificación de las lenguas itálicas
Las lenguas itálicas incluyen dos grandes grupos: las lenguas latino-faliscas y las lenguas osco-umbras o sabélicas. Estos grupos se han definido por la presencia de ciertas isoglosas. Por ejemplo, el grupo latino-falisco se considera el más conservador, puesto que no sufrió el cambio de /-kʷ-/ a /-p-/ en contraposición con el osco-umbro. Además, el osco-umbro tiene algunas innovaciones con respecto al latino-falisco como el betacismo de /gʷ-/ inicial, fricatización de los fonemas /-b-, -p-/ y /-d-/, aspiración o fricatización de los grupos /-kt, -pt-/ y /-ks-/, reducción de los grupos /-nd-/ o /-mb-/, aspiración o perdida de /-g-/ ante /-i-, -e-/. Por otra parte, en el grupo latino-falisco /-gʷ-/ se reduce a /-w-/, se pierde /-s-/ ante /-n-/. El grupo latino-falisco puede ser llamado itálico Q y el osco-umbro itálico P, aludiendo a la asimilación de /-kʷ-/ a /-p-/. Es muy posible que la división entre Itálico Q y Itálico P no tenga valor filogenético, ya que el venético parece haber sido la primera lengua en separarse del resto, debido a sus arcaísmos perdidos en las otras lenguas itálicas.
- Lenguas latino-faliscas o también latino-venéticas
  - Grupo latino-falisco incluye:
    - Latín, era hablado en la Italia centro-occidental. Las conquistas romanas lo expandieron a través del imperio y más allá. 
      - Lenguas romances, descendientes del latín.

    - Falisco, era hablado en el área de Falerii Veteres (actual Civita Castellana), al norte de la ciudad de Roma.

  - Otras lenguas consideradas latino-faliscas por sus isoglosas son:[2][6]
    - Sículo, era hablado en la parte oriental de Sicilia.
    - Venético, era hablado en el extremo septentrional de la península itálica. La clasificación del venético es controvertida y algunos autores prefieren considerarlo una lengua indoeuropea independiente, una lengua itálica independiente y primitiva o bien una lengua itálica más estrechamente emparentada con las lenguas osco-umbras.[7] Por otra parte, Varro en su obra De lingua Latina hacia el 47 y 43 a. C, señala a dos lenguas de los pueblos itálicos como más parecidas al latín: el falisco y el sículo, ya que muchas palabras sonaban casi idénticas y tenían el mismo significado.[3]
- Lenguas osco-umbras
  - Grupo osco, que incluye:[8]
    - Osco, hablado en la región centro-meridional de la península itálica, con los siguientes idiomas que por su relación estrecha en ocasiones se consideran dialectos de este:
    - el érnico;
    - el marrucino;
    - el sabino
    - el peligno;

  - Grupo umbro, que incluye:[8]
    - Umbro, hablado en la región centro-septentrional de la península, con los siguientes idiomas que por su relación estrecha en ocasiones se consideran dialectos de este:
    - el ecuo.
    - el marso.
    - el volsco;
    - el vestino;

  - Grupo picénico-presamnita que incluye:[8]
    - el piceno meridional;
    - el presamnita, una lengua documentada en el sur.

La filiación lingüística del lusitano, asunto aún en discusión, se baraja entre la familia celta y la familia itálica, teoría esta última defendida por diversos expertos. Por otra parte, el lusitano parecería ser más bien una lengua transicional entre el celta y el itálico que perteneciente a una de esas dos ramas.

## Historia

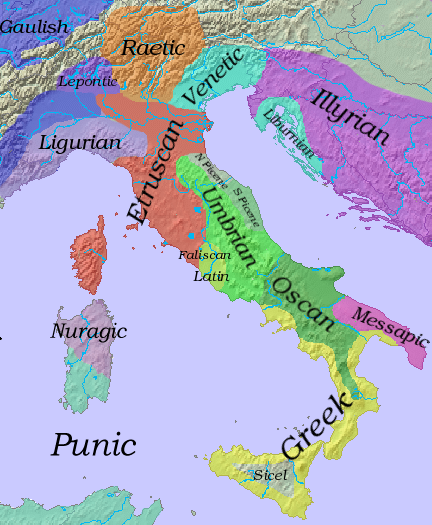
Lenguas de la península itálica durante la Edad del Hierro.

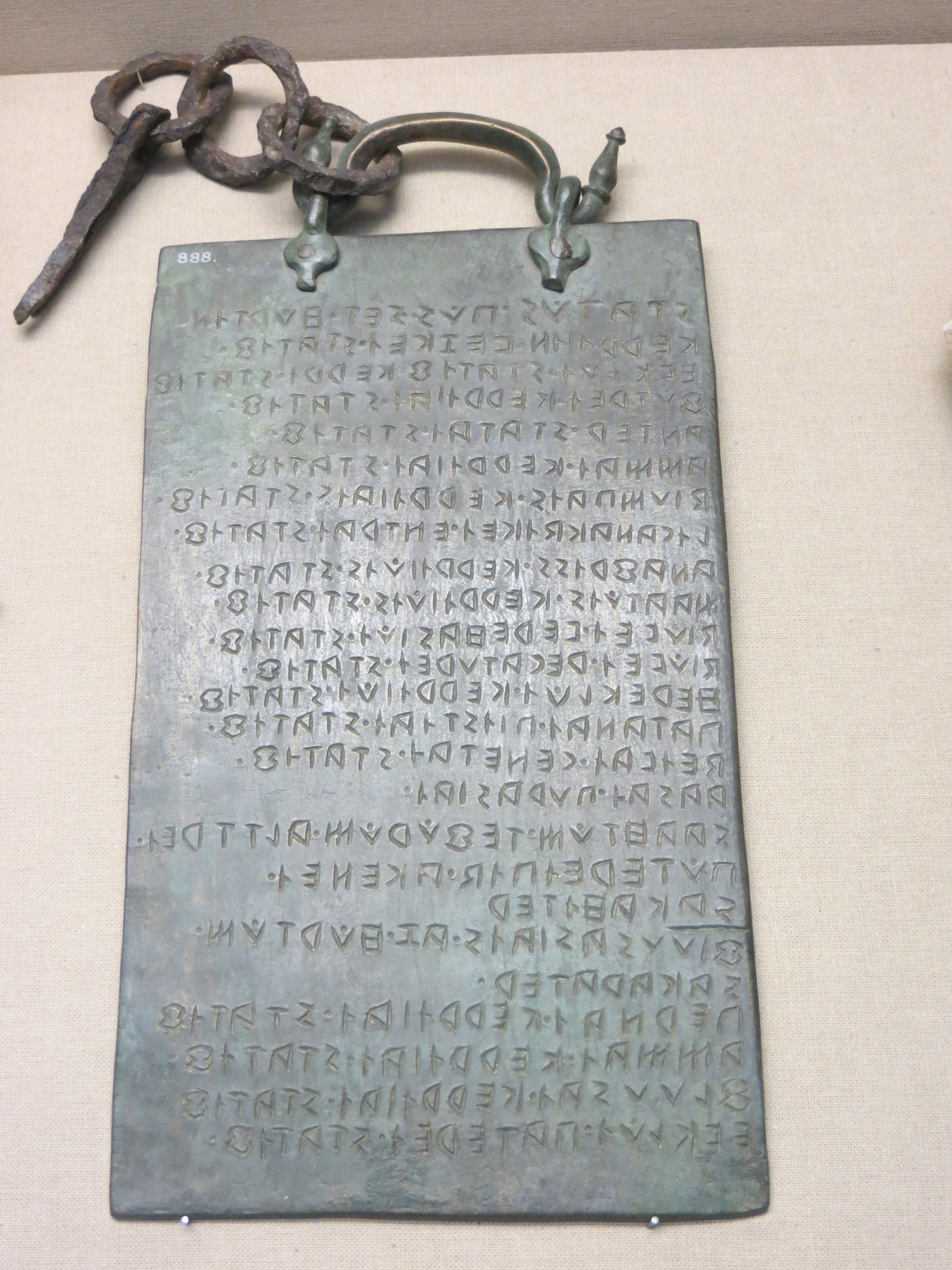
La Tabla Osca, una inscripción en osco.

El debate principal sobre el origen de las lenguas itálicas refleja el mismo que el de las lenguas griegas, excepto que no hay registro de ningún "itálico temprano" que desempeñe el papel del griego micénico.
El protoitálico probablemente fue hablado originalmente por tribus itálicas al norte de los Alpes. En particular, la evidencia lingüística sugiere contactos con hablantes de germánico y griego. Los pueblos de habla itálica probablemente se trasladaron hacia la península itálica durante la segunda mitad del segundo milenio a. C., llegando gradualmente a las regiones del sur. Aunque no se puede establecer con certeza una ecuación entre evidencia arqueológica y lingüística, el protoitálico se asocia generalmente con la cultura Terramare (1700-1150 aC) y la cultura Protovillanoviana (1200-900 aC).
Todo lo que se sabe sobre la documentación lingüística de las lenguas itálicas son las inscripciones realizadas después de la introducción de los alfabetos en la península, alrededor del 700 a. C. en adelante, y de escritores griegos y romanos varios siglos después. Las muestras más antiguas conocidas proceden de inscripciones en umbro y falisco del siglo VII a. C. Sus alfabetos se derivaron claramente del alfabeto etrusco, que se derivó del alfabeto griego occidental no mucho antes. No hay información confiable sobre las lenguas habladas antes de esa fecha. Se pueden hacer algunas conjeturas basadas en topónimos, pero no se pueden verificar.
Al comienzo de la Edad de Hierro, alrededor del 700 a. C., los colonos griegos jónicos de Eubea establecieron colonias a lo largo de la costa del sur de Italia. Trajeron consigo el alfabeto, que habían aprendido de los fenicios; específicamente, lo que ahora llamamos el alfabeto griego occidental. La invención se extendió rápidamente por toda la península, a través de barreras lingüísticas y políticas. Las adaptaciones locales (principalmente cambios menores en la forma de las letras y la eliminación o adición de algunas letras) produjeron varios alfabetos en itálico antiguo.
Las lenguas osco-umbras eran las lenguas itálicas más numerosas y más extendidas territorialmente en contraposición con las latino-faliscas conociéndose 10 variedades: el osco, umbro, piceno meridional, presamnita, sabino, peligno, marrucino, marso, ecuo, vestino, volsco y érnico, situadas en el centro y sur. De todas las lenguas itálicas extintas el umbro es la mejor documentada por las Tablas eugubinas: un conjunto de siete tablas que dedicaban sacrificios, ritos y deberes de una cofradía religiosa a los dioses umbros. Las tablas contiene unas 5000 palabras y estaban escritas en alfabeto umbro las 4 primeras y las 2 últimas más largas en alfabeto latino datadas en los siglos II a. C. y I a. C.. Otras inscripciones están datadas entre los VII a. C. y I a. C. Aparentemente, el umbro se conservó hasta comienzos de la era común y en los distritos remotos y valles de los Apeninos aún no se extinguió por completo en los primeros siglos d. C. El osco es otra lengua extinta mejor documentada por 4 inscripciones largas la Tabla Osca, Tabla Bantina, Cippus Abellanus, la Lámina de plomo de Capua y más de otras 800 inscripciones, escritas en alfabeto osco, alfabeto latino y alfabeto griego entre los siglos III a. C y I a. C.. El osco se conservó hasta comienzos de la era común y en Pompeya hasta la destrucción de la ciudad (79 d. C.), pero parece que desapareció del uso oficial a partir de la guerra social (88 a. C.) para dar paso al latín. Las restantes lenguas osco-umbras están documentadas por menos de 100 inscripciones, la más documentada es el piceno meridional por más de 50 inscripciones en alfabeto propio entre los siglos VI a. C. y III a. C. y no parece haber sobrevivido hasta la era común d. C. Muchas de estas lenguas osco-umbras poco documentadas se escribían en alfabeto latino y algunas mostraron una fuerte influencia del latín como el marso, el peligno y el ecuo.
De las lenguas latino-faliscas sacando al latín, el falisco la lengua hermana del latín ambas situadas en una pequeña parte en el centro este, está atestiguado por unas 355 inscripciones entre los siglos VII a. C. y II a. C. Parece probable que haya perdurado, aunque gradualmente asimilado por el latín, hasta comienzos de la era común d. C. El sículo situado al sur en la isla de Sicilia, esta atestiguado por pocas inscripciones cortas en alfabeto griego entre los siglos VII a. C. y IV a. C. y según Varro se mantenía hasta su época el siglo I a. C. a pesar de que las inscripciones databan de mucho tiempo atrás de la colonización romana. El venético de difícil clasificación situado al norte y separado del resto de las lenguas itálicas está testimoniado por unas 300 inscripciones escritas en alfabeto venético datadas entre los siglos VI a. C. y I a. C. y probablemente se mantuvo hasta los inicios de la era común.
La inscripción más antigua en latín es la fíbula prenestina datada en el siglo VII a. C.. En los primeros siglos de Roma, desde su fundación hasta el siglo IV a. C., el latín tenía una extensión territorial limitada en Latium junto con el falisco en una pequeña parte del centro este. Después del periodo de dominación etrusca y la invasión de los galos (390 a. C.), la ciudad se fue extendiendo, en forma de República, por el resto de Italia. A finales del siglo IV a. C., Roma ya se había impuesto a sus vecinos itálicos imponiendo el latín en estas zonas.
Actualmente no hay una fecha bien estimada para la extinción de las lenguas itálicas no latinas, pero según los escritos de Varro, hace 43 y 47 a. C al menos el falisco, el osco, el umbro, el sabino y el sículo se mantenían hasta su época. Tras la extinción de las lenguas itálicas no latinas, más adelante el latín vulgar daría origen a las lenguas romances.
Tras la evolución del protoitálico, de todas las lenguas itálicas el venético de clasificación dudosa ha sido la lengua más conservadora, otra lengua es el sículo ambos por la retención del sistema de vocales, con los diptongos intactos heredados y los grupos consonánticos, el latín y el falisco también pueden considerarse en parte conservadores en la retención de los grupos consonánticos. El osco, el presamnita y el piceno meridional retienen el sistema de vocales, con los diptongos intactos heredados pero los grupos consonánticos presentan muchas innovaciones. La lengua itálica menos conservadora es el umbro quien no solo presentó cambio del sistema vocálico y los grupos consonánticos sino también palatalización de /-k-/ ante /-e-, -i-/ como en las lenguas romances (por ejemplo sesna, 'cena' en latín originalmente pronunciado con /-k-/ y façiu en latín 'facio') y pérdida de consonantes que diferenciaban los casos en el sistema de declinación y la conjugación verbal.
Las similitudes entre las lenguas itálicas fueron notadas en la antigüedad a. C por los gramáticos romanos como Varro, Festo, Servio, etc quienes observaron similitudes entre el latín y algunas lenguas clasificadas como itálicas. Varro afirma que el falisco y el sículo eran los más parecidos al latín, mientras que al sabino, el osco y el umbro los considera en parte parecidos, pero más diferentes de los primeros.
| Latín: (Varro en De lingua latina, hace 47 y 43 a. C.) | Español: (Traducción) |
| "Hircus" quod sabini "fircos", quod illi "fedos", in Latio rure "hedus" qui in urbe ut in multis A addito "haedus". "Porcus" quod sabini dictus "aprunos porcos" per inde porcus. Sabini itaque "harenam" iustius quis dixerit quoniam apud antiquos "fasena" erat et "hordeum" qui "fordeom" et sicut supra diximus "hircus" quoniam "firci" erant "haedi" quoniam "fedi". Cum "haedus" sine adspiratione scribitur cum alioqui cum debeat quoniam antiquos "fedos" sit dictus et ubi F literam posuerunt nos literam (autem P) H substituimus ut quod illi "fordeom" dicebant nos "hordeum", "fariulom" quem nos "hariolum" similiter "fedom" quem nos "haedum" dicimus. Nec minus consonantes ut F et H utraque enim ut flatus est quare antiqui "fircom" cum nos "hircum" et quam falisci "habam" quod nos "fabam" apellamus. Si datum quod reddatur "mutuum" quod siculi dicunt "moitom". "Lepus" quod siculi quidam graeci dicunt "lepos" Roma quod orti siculi ut annales veteres nostri dicunt fortasse hinc illuc tulerunt et hic relinquerunt id nomen. Ut quod faleriis (Faliscum) veterem dicunt "hilum" quod minimum est "filum" id enim minimum est in vestimento. | "Hircus" (ternero) que los sabinos "fircos", que ellos "fedos" en Latio rural "hedus" que en la ciudad como mucho adiciona A, "haedus" (cabrito). "Porcus" (puerco) que los sabinos, "aprunos porcos" dicho por puerco desde ahí. Los sabinos así de justo "harenam" (arena), quien dijiera por cuanto antiguo era "fasena" y que "hordeum" (hordio) igual a "fordeom" y sobre lo que dijimos "hircus" ya que "firci" eran "haedi" por cuanto "fedi". Con "haedus" sin aspiración, con escribirse lo contrario debía ya que el antiguo "fedos" sea dicho y donde pusieron la letra F nuestra (pero P) substituimos H igual que ellos "fordeom" digan nuestro "hordeum", "fariulom" que nuestro "hariolum" (adivino) la similitud "fedom" al "haedum" que décimos. Ni menos las consonantes iguales F y H ambas por igual aspiradas, de que causa es el antiguo "fircom" con nuestro "hircum" y como los faliscos "habam" que nosotros llamamos "fabam" (haba). Si dado que se asigne "mutuum" (préstamo) que los sículos dicen "moitom". Lepus (liebre) que los sículos a diferencia de los griegos dicen "lepos" a Roma, que los sículos nacidos en años de nuestros antepasados quizás dicen por esto, llevaron ello y aquí dejaron el nombre. Igual que los faliscos (Falisco) de antepasados dicen "hilum" que es el mínimo "filum" (hilo) por mínimo lo es en vestimenta. |
Las inscripciones muestran que, hacia el año 700 a. C., se hablaban muchas lenguas en la región, incluidos miembros de varias ramas del indoeuropeo y varias lenguas no indoeuropeas. El más importante de estos últimos fue el etrusco, atestiguado por la evidencia de más de 10,000 inscripciones y algunos textos breves. No se ha encontrado relación entre el etrusco y cualquier otra lengua conocida, y aún no hay pista sobre su posible origen (a excepción de las inscripciones en la isla de Lemnos en el Mediterráneo oriental). Otras lenguas posiblemente no indoeuropeas presentes en ese momento eran el rético en la región alpina, el antiguo ligur en la actual Liguria y algunas lenguas no identificadas en Cerdeña. Estas lenguas han dejado una huella detectable en el latín. La lengua más grande en el sur de Italia, excepto el griego jónico hablado en las colonias griegas, era el mesapio, conocido por unas 260 inscripciones que datan de los siglos VI y V a. Existe una conexión histórica del mesapio con las tribus ilirias, sumada a la conexión arqueológica en cerámica y metales existente entre ambos pueblos, lo que motivó la hipótesis de conexión lingüística. Pero la evidencia de las inscripciones ilirias se reduce a nombres y lugares personales, lo que dificulta apoyar tal hipótesis.

## Características comunes
Actualmente el término lenguas itálicas se usa para referirse a un conjunto de lenguas indoeuropeas que comparten un cierto número de rasgos comunes y léxico único derivado del protoindoeuropeo. Los lingüistas generalmente han concluido que las antiguas lenguas indoeuropeas de la península italiana que no eran identificables como pertenecientes a otras familias del indoeuropeo, como el griego o el celta, pertenecían a una sola familia indoeuropea, paralela, al celta o el germánico. El promotor de esta familia inicialmente fue Antoine Meillet.
Sin embargo, autores como Silvestri y Rix argumentaron que no existió un proto-itálico común reconstructible, que cumpla estas dos condiciones: (1) Debería tener un sistema fonológico que explicara el de las lenguas latino-faliscas y las lenguas osco-umbras simultáneamente mediante cambios fonéticos posteriores. (2) Debería representar una fonología y morfología que presentara cambios respecto al estado común indoeuropeo. Estos lingüistas críticos proponen, en cambio, que los antepasados de las lenguas itálicas eran diferentes lenguas, que descendieron por separado del protoindoeuropeo en un pasado más remoto, y entraron por separado en Europa, posiblemente por diferentes rutas o en diferentes épocas. Este punto de vista se debe en parte a la dificultad de identificar una patria itálica común en la prehistoria. Por esta razón algunos autores han cuestionado la idea de que todas las similitudes de las lenguas itálicas se deban a la existencia de un estadio lingüístico llamado itálico común, cuya diversificación surgieran las lenguas. Esta teoría fue dominante durante los años 80 y 90. Sin embargo, Rix, Silvestri y otros autores más tarde cambiaron de opinión y se convirtieron en partidarios abiertos de las lenguas itálicas como una unidad filogenética al encontrar que es muy posible reconstruir un protoitálico que cumpliera dichas características, por lo que la teoría de las lenguas itálicas como unidad filogenética, se volvió más dominante en la actualidad. En los estudios indoeuropeos actuales las lenguas itálicas se consideran una rama filogenética y los estudios actuales basados en técnicas computacionales respaldan la rama itálica.
Por otra parte Bakkum define al protoitálico como una "etapa cronológica" sin un desarrollo independiente propio, pero que se extiende sobre el protoindoeuropeo tardío y las etapas iniciales del protolatino y el protosabélico. Las fechas de Meiser de 4000 a. C. a 1800 a. C., mucho antes del griego micénico, son descritas por él como "una suposición tan buena como la de cualquiera". También se ha señalado la presencia de ciertos rasgos compartidos con las lenguas celtas con lo cual se podría hablar de un grupo más amplio denominado italo-celta.
Schrijver defiende una etapa "proto-italocelta", que sugiere que se habló en "aproximadamente la primera mitad o mediados del segundo milenio a.c", de la cual el celta se separó primero y dentro el itálico primero el venético y por último el osco-umbro y el latino-falisco.

### Fonología
Las lenguas itálicas comparten un cierto número de isoglosas y cambios fonéticos comunes respecto al protoindoeuropeo común:
1. Evolución de las oclusivas labiales: *p > p, *b > b, *bh- > f-, -*bh- > (-f-)
2. Evolución de las oclusivas alveolares: *t > t, *d > d. Esporádicamente el latín presenta *d > l, como en IE *dnghwa > lingua o latín arcaico *odor > olor, olere.
3. Evolución de las oclusivas aspiradas en inicio de palabra: *bh- > f-, -*dh- > f-.
4. Evolución de las velares: *k > k (<c>), *g > g, *gh- > x-, f-.

| protoindoeuropeo        | protoitálico | venético        | latín    | falisco | osco    | umbro  | sículo  |
| *bʰréh₂tēr 'hermano'    | *frātēr      | fraterei        | frāter   | frater  | fratrer | frater | frater  |
| *dʰeh₁ilyos 'hijo'      | *feiljos     | filea 'hermana' | fīlius   | hileo   | feilium | feliuf | feiliom |
| *gʰeh₁bʰ- 'tener/haber' | *xabeid      | habeit          | habet    | habet   | hipid   | habe   | habit   |
| *ǵʰutéys 'vertido'      | *futis-      | futtos          | fūtillis |         | futir   |        |         |

1. *kw > kw (<qu>)/k (<c>), *gw > v/g/f
2. Evolución de las líquidas: *l > l y *r > r.
3. Evolución de las nasales no silábicas: *Vm > Vm, *mV > mV, *Vn > Vn, *nV > nV (aquí V denota una vocal cualquiera) y las nasales silábicas: *Cm(C) > Cem(C) y *Cn(C) > Cen(C) (aquí C representa una consonante cualquiera).
4. Evolución de las semivocales: *w > v, *y > i.

### Gramática
En gramática existe básicamente cinco innovaciones compartidas por las lenguas itálicas:
1. Un sufijo en el imperfecto de subjuntivo *-sē (en  osco la 3ª persona singular del imperfecto de subjutivo fusíd y latín foret, ambos derivados de *fusēd)
2. Un sufijo en el imperfecto de indicativo *-fā- (osco fufans 'fueran', en latín se dio sonorizacion en -ba- como en portabant 'portaban' y en umbro se dio aspiración en -he(a)- como en staheren 'estaban').
3. Un sufijo para derivar adjetivos de verbos *-ndo- (latín operandam 'trabajandola'; en osco-umbro se tiene la reducción adicional -nd- > -nn-, osco úpsannam 'trabajandola', umbro pihaner 'purificandolo').
4. El latín y las otras lenguas itálicas tienen una forma de futuro innovadora derivada de -bho, -bhis, -bhit, .... Esta forma aparece por ejemplo en la forma latina amabo et amabis 'amaré y amarás', en la forma del falisco cra carefo ('mañana carecerá', latín crās carēbo) y en la forma del umbro struhçlas fiklas sufafas ('subirás la pila de higos', latín struēs fīculas subības).
5. La formación de superlativos con el sufijo PIE *-ismo- (latín fortissimus 'fuertisimo', osco maimas 'más de más o máximo'), donde en las demás ramas indoeuropeas derivan del sufijo *-isto-.

### Comparación léxica
Entre las lenguas indoeuropeas, las itálicas comparten un mayor porcentaje de léxico con las celtas y por ello estas son reunidas en el grupo de las lenguas italo-celtas. A continuación se muestra una lista de cognados entre el latín y las otras lenguas itálicas que refleja su evolución fonética desde el protoitálico.
| GLOSA              | Protoitálico | Latín    | Falisco  | Osco       | Umbro     | Sículo  | Venético   |
| ------------------ | ------------ | -------- | -------- | ---------- | --------- | ------- | ---------- |
| 'aves'             | *awēs        | avēs     |          |            | aves      | aves    |            |
| 'otro'             | *alteros     | alter    |          | alttre     | etre      |         |            |
| 'año'              | *atnos       | annus    |          | aceneis    | acnu      |         |            |
| 'cena'             | *kertsnā     | cena     |          | kersna     | sesna     |         |            |
| 'vida' (acus.)     | *gʷītām      | vītam    | veitam   | bítam      | bitam     |         | vitam      |
| 'vivo'             | *gʷīwos      | vīvus    | vivo     | bivus      | biver     | vivus   | vivoi      |
| 'mano' (acus.)     | *manom       | manum    | manom    | manim      | manuve    | menom   | manom      |
| 'aquel'            | *ole         | ille     | ole      | úlle       | ull       | ole     | oli        |
| 'si'               | *swei        | sī       | sei      | svaí       | sve       | sei     |            |
| 'debajo'           | *xenðrā      | infrā    | infra    | húntrus    | hondra    |         |            |
| 'este, aquí'       | *xeike       | hic      | fec      | eike       | ese       | heie    | eik        |
| 'del hombre'       | *xemones     | hominis  | femono   | humuns     | homonus   |         |            |
| 'hijo'             | *feilios     | fīlius   | hileo    | feilius    | feliuf    | feilius | filea      |
| 'molido'           | *meletom     | molitum  | meletom  |            | maletu    |         |            |
| 'hacer'            | *fak-        | facere   | haciu    | facum      | façiu     |         |            |
| 'bueno'            | *ðwenos      | bonus    | dueno    | fuons      | foner     | duenus  |            |
| 'flora'            | *flōzā       | flōra    |          | fluusa     | flora     |         |            |
| 'tanto'            | *etantos     | tantus   |          | etantuf    | etantu    | tantom  |            |
| 'lengua'           | *ðengwā      | lingua   | dengua   | fangva     | fangua    | dengua  |            |
| 'gracias'          | *gʷrātos     | grātiās  |          | brateis    | brat      |         | gratos     |
| 'libre'            | *louðeros    | liberis  | loufiro  | lovfreís   | vufru     |         | louderobos |
| 'decir'            | *deik-       | dīcere   |          | deicum     | deku      |         |            |
| 'templo'           | *fesnom      | fānum    |          | fíisnam    | fesnuf    |         |            |
| 'pueblo, todo'     | *toutos      | tōtus    | touto    | toutos     | tota      | touto   | teuta      |
| 'ser'              | *ezom        | esse     | esum     | ezum       | erom      | esom    | esom       |
| 'a, al lado'       | *ad          | ad       | ad       | az         | ař        |         | ati        |
| 'desde'            | *aβ          | ab       | af       | af         | ah        | ab      |            |
| 'por'              | *pert        | per      | pe       | pert       | pert      |         | per        |
| 'cuando'           | *kʷande      | quando   | quando   | pún        | pune      |         |            |
| 'tener, haber'     | *xaβeo       | habere   |          | hafum      | habeu     |         | habem      |
| 'verdadero'        | *gʷēros      | vērus    |          |            | berus     | veres   |            |
| 'salvo'            | *salwes      | salvus   | salues   | salavs     | saluo     | salues  |            |
| 'camino, vía'      | *wijā        | via      | via      | viaí       | via       | via     | via        |
| 'vino'             | *wīnom       | vīnum    | vino     | vinu-      | vinu      | vino    | vinoi      |
| 'tierra'           | *terzā       | terra    |          | terrum     |           |         | terram     |
| 'terminar'         | *termenios   | terminus |          | teremenniu | termenats |         | termonios  |
| 'senado'           | *senātos     | senātus  | zenatuo  | senateis   |           |         |            |
| 'regalo, don'      | *dōnom       | dōnum    | donom    | dúnúm      | dunum     | donom   | donom      |
| 'con'              | *kom         | cum      | com      | com        | kum       |         |            |
| 'entre'            | *enter       | inter    |          | anter      | anter     |         |            |
| 'todo'             | *opnis       | omnis    | omni     | úinim      |           | omia    | omni       |
| 'más'              | *maɣis       | magis    | magis    | mais       | mes       |         |            |
| 'después'          | *posti       | post     | post     | post       | posti     | pos     |            |
| 'carecer'          | *kazeō       | carebo   | carefo   | kasit      |           |         |            |
| 'de'               | *dē          | dē       | de       | dat        | det       |         |            |
| 'antes, pre-'      | *prai        | prae     | pre      | praí       | pre       | pra     | prai       |
| 'donar'            | *dōnātod     | dōnāto   |          | duunatud   |           |         | donasto    |
| 'escrito'          | *skreiptos   | scrīptus |          | scriftas   | screhto   |         |            |
| 'multa'            | *molta       | multa    |          | molta      | muta      |         |            |
| 'primero'          | *premom      | prīmum   | pramom   | promom     | promom    |         |            |
| 'de la paz'        | *pākis       | pācis    |          | pacris     | pacer     |         |            |
| 'oro'              | *awzom       | aurum    |          | auzom      | orum      |         |            |
| quién?, cuál?      | *kʷoi        | qui      | quei     | pús        | poi       | qoi     |            |
| porque, pues, que  | *kʷod        | quod     | quod     | púd        | puře      | qod     | kude       |
| porqué?, qué?      | *kʷid        | quid     | quid     | píd        | piři      | qed     |            |
| y                  | *kʷe         | que      | que      |            | pe        | qe      | ke         |
| donde              | *kuðei       | ubi      |          | puf        | pufe      |         | kude       |
| como               | *kutei       | ut       | utei     | puz        | puse      |         |            |
| 'hacia'            | *op          | ob       | op       | úp         |           |         | op         |
| 'eliminar, elevar' | *tolno       | tollere  | tulom    |            | entelus   |         | toler      |
| grano              | *far         | far      | far      | far        | far       | far     | far        |
| 'actuar'           | *ag-         | agere    |          | acum       | agu       | age     |            |
| hermano            | *frātēr      | frater   | frater   | fratrer    | frater    | frater  | fraterei   |
| hermana            | *swezōr      | soror    | suesor   | svosor     | surur     | suesor  | suesor     |
| ahí                | *ipei        | ibi      |          | ipi        | iepi      | be      |            |
| beber              | *pibo        | bibere   | pipo     |            |           | pipo    |            |
| mesa               | *mensa       | mensa    |          | mese       | mefa      |         |            |
| puerta             | *portām      | portam   |          | púrtam     | pertom    |         |            |
| rojo               | *ruðrom      | rubrum   | rufrum   | rufru      | rufru     |         |            |
| además             | *eitom       | item     |          | eite       | esa       | itom    |            |
| voto               | *wotom       | votum    | vootum   | vurtúm     | vose      |         | votsom     |
| plata              | *argentom    | argentum | arcentom | aragetom   |           |         |            |
| es                 | *esti        | est      | est      | ist        | est       | esti    |            |
| yo                 | *eɣō         | ego      | eco      |            | eho       |         | ego        |
| me                 | *meɣo        | me       | me       |            | mehe      | mi      | mego       |
| carne              | *karnis      | carnis   |          | carneis    | karne     |         |            |
| o                  | *awti        | aut      | aut      | avt        | ote       |         |            |
| dio                | *ded-        | dedit    | dedet    | deded      | dede      |         | doto       |

## Numerales
El siguiente cuadro muestra los numerales de diversas lenguas itálicas, junto con la reconstrucción en proto-itálico y proto-céltico:
| GLOSA | Lenguas latino-faliscas | Lenguas latino-faliscas | Lenguas latino-faliscas | Lenguas osco-umbras   | Lenguas osco-umbras    | PROTO- ITÁLICO                | PROTO- CÉLTICO          |
| GLOSA | Falisco                 | Latín arcaico           | Latín clásico           | Osco                  | Umbro                  | PROTO- ITÁLICO                | PROTO- CÉLTICO          |
| ----- | ----------------------- | ----------------------- | ----------------------- | --------------------- | ---------------------- | ----------------------------- | ----------------------- |
| '1'   | *oino                   | *ounos                  | VNVS ūnus               | uinus                 | uns                    | *oinos                        | *oinos                  |
| '2'   | duom                    | *duō                    | DVO duō                 | 𐌃𐌖𐌔 dus               | duf                    | *dwō (m. nom.) *dwōs (m. ac.) | *d(w)āu (m.) *dwei (f.) |
| '3'   | tri                     |                         | trēs (m.f.) tria (n.)   | 𐌕𐌓𐌝𐌔 trís             | trif (m.f.) triia (n.) | *treyes (m.f.) tria (n.)      | *treis *trī             |
| '4'   | *quetuor                |                         | QVATTVOR quattuor       | 𐌐𐌄𐌕𐌖𐌓𐌀 petora pettiur | petur                  | *kʷetwor-                     | *kʷetwar- *kʷetru-      |
| '5'   | quinque                 |                         | QVINQVE quinque         | pompe                 | pumpe                  | *kʷenkʷe                      | *kʷenkʷe                |
| '6'   | sex                     | *sex                    | SEX sex                 | *sehs                 | *sehs                  | *seks                         | *sweχ                   |
| '7'   | septem                  |                         | SEPTEM septem           | seftem                | *sehtem                | *septem                       | *seχtam                 |
| '8'   | octo                    |                         | OCTO octō               | *uhto                 | *ohto                  | *oktō                         | *oχtū                   |
| '9'   | *novem                  |                         | NOVEM novem             | *nuvem                | nuvim                  | *nowem                        | *nowan                  |
| '10'  | *decem                  |                         | DECEM decem             | *decem                | *decem                 | *dekem                        | *dekam                  |
El asterisco designa formas reconstruidas sobre evidencia lingüística indirecta y no formas directamente testimoniadas en alguna inscripción.

## Muestra textual
- Latín:

| Latín antiguo | Latín clásico | Español |
| Iovesat deivos qoi med mitat nei ted endo cosmis virco sied as ted noisi ope toitesiai paca rivois duenos med feced en manom ei nom duenoi ne med malo statod. | Iuverat divus qui me mitat ni te in comis virgo sit as te nisi ope tutori paca rivis bonus, me fecit in manum ei num bono ne me malo stato. | Ayudará el dios que me metió ni en ti la joven cortés, sé tu el centavo, sino el poder tutor, paga el río bueno, me hace en mano el bueno ahora, ni mi mal ha estado. |
- Falisco:

| Falisco | Español |
| Iovei Menerua lunonei falesce quei in Sardinia sunt donom dederunt magistreis Latrius, Saluena, Voltai coiraverunt. Gonlegium quod est aciptum aetatei agedai opiparum ad veitam quolundam festosque dies quei soveis astuties op idque Volgani gondecorant saipi sume comvivia loidosque ququei fuc dederunt inperatoribus summeis utei sesed lubentis bene iovent optantis. | Júpiter, Minerva y los faliscos que en junio en Cerdeña dieron dones a los maestros Latrio, Saluena y Voltio, los curaron. El colegio que es aceptado en la edad de la agenda opípara a vida en tiempos de fiesta y días que sus astutos debido a eso y Vulcano lo condecoran, a menudo asume la convivencia y el juego, los cocineros aquí dieron a los sumos emperadores sentados lo agradable como bien ayuden optando. |
- Sículo

| Sículo | Español |
| --- | --- |
| Nunus tenti mi marustainam iemitom esti durom Nane pos durom iemitom esti, veliom ned emponi tantom eredes vino brtome. | Nueve tendidas mi jarrón emitido es duro, después del de Nane el emitido es duro y ni imponga tanto a los herederos vino producido. |
- Osco:

| Osco | Español |
| Status pús set húrtúi Kerríi: Vezkei statíf, Euklúi statíf, Kerríi statíf, fútrei Kerríiaí statíf, anter stataí statíf, ammaí Kerríiaí statíf, diumpaís Kerríiaís statíf, liganak deikei entraí statíf, anafriss Kerríiuís statíf, matuís Kerriuís statíf, Ivei verehasiuí statíf, Ivei regatúrei statif, Hereklúi Kerríiúi statíf, Patanaí pistaí statíf, deivaí genetaí statíf. Assaí purasiaí sahtúm tefúrúm alttrei putereipíd akenei sakarahiter. Fluusasiaís az húrtúm sakarater. Pernaí Kerríiaí statíf, ammaí Kerríiai statíf, fluusaí Kerríiai statíf, Euklúi paterei statíf. Assas ekask estint húrtúi: Vezkei, Euklúi futrei anter stataí Kerríi, ammaí diumpaís liganak deikei entraí Kerriaí anafríss matuís Kerríuis, Ivei verehasiu Ivei pihiúi regatúrei Hereklúi Kerríiúi Patanaí pistaí deivaí genetaí. Assaí purasiaí sahtúm tefúrúm alttrei putereipíd akenei húrz dekemanniuís stait. | Quien ha estado del huerto de Ceres son: Vetuscio ha estado, Euclo ha estado, Ceres ha estado, Ceres la creadora ha estado, entre el estado ha estado, el amor de Ceres ha estado, la linfa de Ceres ha estado, entra la ley dice ha estado, la lluvia de Ceres ha estado, Ceres madura ha estado, Júpiter convergedor ha estado, Júpiter el rector ha estado, Hércules de Ceres ha estado, Panda pisada ha estado, la deidad genitiva ha estado. El altar de fuego del incendio santo, otro cada año sacrificador. Flores al huerto sagrado. La pierna de Ceres ha estado, el amor de Ceres ha estado, la flor de Ceres ha estado, el padre Euclo ha estado. Al altar de este huerto existente: Vetuscio, Euclo, la creadora entre el estado Ceres, el amor de Ceres, la linfa de Ceres, la ley dice entra la lluvia de Ceres, Ceres madura, Júpiter convergedor, Júpiter el rector leal, Hércules de Ceres, Panda pisada, la deidad genitiva. El altar de fuego del incendio santo, otro cada año décimo del huerto está. |
- Umbro:

| Umbro | Español |
| Esuk frater Atiieřiur eitipes plenasier urnasier uhtretie Kastruçiie ařfertur pisi pumpe fust eikvasese Atiieřier ere ri esune kuraia prehabia piři uraku ri esuna si herte et puře esune sis sakreu perakneu upetu revestu puře teřte eru emantur herte et pihaklu pune tribřiçu fuiest akrutu revestu emantur herte. Ařfertur pisi pumpe fust eřek esunesku vepurus felsva ařputrati fratru Atiieřiu prehabia et ere prever pusti kastruvuf. Frater Atiieřiur esa eitipes plenasier urnasier uhtretie Klauvier fel ařfertur Atiieřie kumnahkle ukre eilvasese Atiieřer ape apelust muneklu habia numer prever pusti kastruvuf et ape purtitu fust muneklu habia numer funir pusti kastruvuf et ape subra spafu fust muneklu habia numer tupler pusti kastruvuf et ape frater çersnatur furent ehvelku feia fratreker ute kuestur sve rehte kuratu si. Sve mestru karu fratru Atiieřiu pui ullu benurent prununsiakurent kuratu rehte eřek prufe si. Sve mestru karu fratru Atiieřiu pui ullu benurent prununsiakurent kuratu rehte neip erum enuk fratru ehvelku feia frateker ute kuestur panta muta ařferture si. Panta muta fratru Atiieřiu mestru karu pui ullu benurent ařferture pepurkurent herifi etantu mutu ařferture si. | Así decretaron los hermanos Atiedis las urnas plenarias de la autoridad del aferrado Castruccii, quien de los cinco fuera en el colegio Atiedi el de la ofrenda cure, seleccione a aquellos de la ofrenda que se requiere en el sacrificio, serán sagrados anuales los optados, revisa que se dé eso, emitirán lo requerido y piadoso cuando se hace triplicado desde el agro, revisa emitaran lo requerido. El aferrado de quien de los cinco fuera él del sacrificio a vapor del arbitrado filial de los hermanos Atiedis y ofrezca el posterior castillo privado. Los hermanos Atiedis así decretaron las urnas plenarias de la autoridad Cluii hijo del aferrado Atiedi en el comité Atiedi del monte, del colegio Atiedi y apelará el favor de monedas, ten monedas para el posterior castillo privado y también fuera ofrecido un favor de monedas bueno y también sobre el paso del favor ten el doble de monedas para el posterior castillo y también los hermanos fueran a cenar, haga el decreto al magisterio o al cuestor si recta, sé curado. Si muy caro a los hermanos Atiedis que ellos vendrán, pronunciaran el curado recto, sé la prueba. Si muy caro a los hermanos Atiedis que ellos vendrán, pronunciaran el curado recto de ni ser, luego haga a los hermanos el decreto del magistrado o el cuestor, cuanta multa, sé aferrado. Cuanta multa a los hermanos Atiedis, lo muy caro, que ellos vendrán al aferrado pedirán, requeriría tanta multa, sé aferrado. |
| Clauerniur dirsans herti fratrus Atiersir posti acnu farer opeter agre tlatie Piquier martier et sesna homonus duir puri far eiscurent ote Clauerni dirsans herti frater Atiersiur sehmenier dequrier pelmner sorser posti acnu uef cabriner uef toco pretra fahe postra et sesna ote Casilos dirsans herti fratrus Atiersir posti acnu farer opeter agre Casiler Piquier martier et sesna homonus duir puri far eiscurent ote Casilate dirsans herti frater Atiersiur sehmenier dequrier pelmner sorser posti acnu uef cabriner uef et sesna ote assif. | Los Clavernni dan lo requerido a los hermanos Atiedis el posterior año, trigo optado del agro latino Piquier y en marzo la cena de dos hombres que les impidieron trigo, dan lo requerido a los hermanos Atiedis, semillas, trozos de cerdo a los decurios y el año posterior porciones cabrinas y porciones de tuco cocinado antes de la posterior cena o los Casilas dan lo requerido a los hermanos Atiedis el posterior año, trigo optado del agro Casilii Pieuii, en marzo la cena de los dos hombres que les impidieron trigo o los Casilati dan lo requerido a los hermanos Atiedis, semillas, trozos de cerdo a los decurios y el año posterior porciones cabrinas para la cena o ases. |
- Piceno meridional

| Piceno meridional                                                                                            | Español |
| --- | --- |
| Matereih patereih Qolof itur pirquoih arith imih puih pupunum estu fek apaius adstatuh suais manus meitinum. | La madre y el padre de Colus han ido hermosos al arte y la imagen, quien de estos picenos aquí presentará al príncipe con sus manos el monumento. |
- Volsco:

| Volsco | Español |
| --- | --- |
| Deue Declune statom: Se pis atahus pis Velestrom facia esaristrom se bim asif vesclis vinu arpatitus. Se pis toticu covehriu sepu ferom pihom estu ec se Sepies Cosuties Ma Ca Tafanies medix sistiatiens. | Dios Declune del estado: Si quien tocará a alguien de Velestria hacía el sacrificio del buey, los ases, las vasijas y el vino apetecido. Si quien del público de la asamblea sabe traer esto piadoso aquí si los magistrados, Sepio Cossetio y Marcos Cavio Tafanio estuvieran. |
- Peligno

| Peligno | Español |
| --- | --- |
| Pracom usur pristafalacirix prismu Petiedu ipui dadu Ibdia omnitu Uranias ecuc empratois clusu ist Cerfum sacaracirix. Semunu sua aetatu firata fertilid praicime Perseponas af dede, eite vus pritromem pacris puss ecic lexe lifar deti vus dida hanustu Herentas. | La primera esposa del galán, la primera prostituta Petiedia ahí dada, Ibdia arrebató a Urania la cláusula de este mando, es el sacerdote de Ceres. Semono su edad fértil terminada en el reino Perseponio desde lo dado, vaya a la paz de la felicidad leída en este libro que te dé divinidad la honesta Herentas. |
- Marrucino

| Marrucino | Español |
| --- | --- |
| Aisos pacris toutai marroucai lixs asignas ferenter auiatas toutai marroucai Ioues patres ocres Tarincres Iouias agine iaf .c. esuc agine asum bau pollenis feret regenai piai Cerie Iouia pacr. si eituam amatens uenalinam ni tana nipis pedi suam. | Paz divina a todos los marrucinos, asignas la ley, traerán auspicio a todos los marrucinos el padre Júpiter y las celebraciones de Júpiter del monte Tarincris, así la celebración del buey asado y el polvo traerá a la reina piadosa Ceres y a Júpiter la paz, sea dinero amarán la ofrenda ni la toque nadie, pide su. |
- Marso:

| Marso | Español |
| --- | --- |
| Caso Cantouios apruf clano ceip apur finem esalicom en urbid Casontonio socieque dunom atoer Actia pro legionibus martses. | Caso Cantovio, aprueba inclinar el poste cerca del fin indeseable en la ciudad Casontonio socia y el don oscuro de Angitia para las legiones marsas. |
- Ecuo

| Ecuo                                                                                        | Español                                                                                                  |
| ------------------------------------------------------------------------------------------- | --- |
| Via inferior privatast Titus Umbreni feilius Cai precario itur pecus plostrum ni quis agat. | La vía inferior privaría Tito Umbreno hijo de Caio, precario ir en carro de ganado, ni actúa encuentros. |
- Vestino

| Vestino                                                                                       | Español |
| --------------------------------------------------------------------------------------------- | --- |
| Tites Vetio duno didet Herclo Iovio, brat data. Sacaracrix cibat Cerria licina saluta salaus. | Tito Vetio dio el don a Hércules y Júpiter, gracias dadas. Sacerdote de Ceres ceba arriba, la salud a salvo. |
- Presamnita

| Presamnita                                                                                | Español                                                                                         |
| ----------------------------------------------------------------------------------------- | ----------------------------------------------------------------------------------------------- |
| Niumsies Tanunies est paplam tensa triiam fufuhud niumsis Tanunis eises ulsu dunum dedum. | Numeroso es Tanunio, el pueblo fijara tres carros, numeroso Tanunio más allá de eso dar el don. |
- Sabino

| Sabino                                         | Español                                                  |
| ---------------------------------------------- | -------------------------------------------------------- |
| Mese ne flusare Poimunien atrno ausom hiretom. | La mesa ni florecerá, Pomonio alterno el oro, ha herido. |
- Érnico

| Érnico                         | Español                                    |
| ------------------------------ | ------------------------------------------ |
| Matas udmon ni hvidas ni kait. | Objeto adorado ni lo hiendas ni lo rompas. |
- Venético

| Venético | Español |
| --- | --- |
| Mego donasto sainatei Reitiai porai Egetora Aimoike louderobos. Mego donasto Fugia Fougontia sainssei Reitiai. | Me donó la sanante Reitia, la buena Egetora, Aemo y los libres. Me donó Fugia Fougontia y Reitia la sanadora. |